# Francisco I. Madero 2.ª Sección (Balancán)
Francisco I. Madero 2.ª Sección es una localidad del municipio de Balancán ubicado en la subregión de los Ríos del estado mexicano de Tabasco.

## Geografía
La localidad se ubica a 63.2 kilómetros (en dirección noreste) de la localidad de Balancán de Domínguez, la cabecera y lugar más poblado del municipio. Se sitúa en las coordenadas geográficas 17°29′22″N 91°07′53″O / 17.489444, -91.131389, a una elevación de 98 metros sobre el nivel del mar.

## Demografía
Según el Conteo de Población y Vivienda 2020, efectuado por el Instituto Nacional de Estadística y Geografía, la localidad de Francisco I. Madero 2.ª Sección tiene 197 habitantes, de los cuales 100 son del sexo masculino y 97 del sexo femenino. Su tasa de fecundidad es de 3.07 hijos por mujer y tiene 54 viviendas particulares habitadas.
| Gráfica de evolución demográfica de Francisco I. Madero 2.ª Sección entre 1995 y 2020 |
|                                                                                       |
| INEGI.                                                                                |